# Stefano Tempia

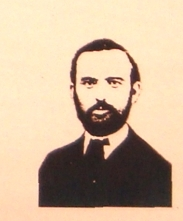
Stefano Tempia

Stefano Tempia (Racconigi, 5 december 1832 - Turijn, 25 november 1878) was een Italiaans componist, kapelmeester, pianist, violist en muziekpedagoog. 

## Levensloop
Tempia's vader Giovanni Battista Tempia was militaire kapelmeester en gaf Stefano de eerste viool- en pianoles, maar ook les voor muziektheorie. De studie van compositie voltooide hij in Turijn bij Luigi Felice Rossi. Na het overleden van zijn vader gaf hij zelf muzieklessen en hij deed dat met grote inzet. 
Tempia was violist in verschillende Turijns theaterorkesten. Aansluitend was hij directeur van het Theatre Sutera en ook koorleider (maestro di cappella) van de kerkkoor aan Collegiata di Trino Vercellese van 1854 tot 1859. Dan kwam hij naar Turijn terug en werkte opnieuw als violist in de orkesten van het Teatro Carignano en de Cappella di Corte van 1861 tot 1870. 
In 1875 heeft hij samen met Giuseppe Melano, Giuseppe Bertone, Benedetto Mazzarella en de Vorst van Franchi-Verney in Valletta, Ippolito Valletta, de Accademia di Canto Corale in Turijn opgericht en was de eerste directeur. Tegenwoordig bestaat deze Academie nog steeds en draagt intussen de naam: Accademia Corale «Stefano Tempia». Verdere belangrijke directeuren waren onder andere Giovanni Bolzoni, Giuseppe Martucci, Lorenzo Perosi en Arturo Toscanini.
Als componist schreef hij werken voor koren, orkest en harmonieorkest.